# 水长乡
水长乡，是中华人民共和国云南省保山市施甸县下辖的一个乡镇级行政单位。

## 行政区划
水长乡下辖以下地区：
平场子村、水长村、兵斗村、九条沟村、小官市村、永保村、大山脚村和大箐脚村。